# 안동엽
안동엽(1991년 5월 17일 ~ )은 대한민국의 모델이자 배우이다.

## 드라마
- 2020년 채널 A 금토 미니시리즈 《터치》 ... 손홍석 역
- 2020년 OCN 주말 미니시리즈 《미씽: 그들이 있었다》 ... 박범수 역
- 2021년 tvN 수목 미니시리즈 《홈타운》
- 2021년 KBS2 수목 미니시리즈 《달리와 감자탕》
- 2022년 tvN 주말 미니시리즈 《슈룹》
- 2023년 KBS2 월화 미니시리즈 《오아시스》 ... 조선우 역
- 2023년 MBC 저녁 일일드라마 《하늘의 인연》 ... 성인 주윤발 / 데이비드 주 역

## 영화
- 2023년 영화 《찬란한 나의 복수》 ... 엉태 역